# Chris Eaden
Christopher „Chris“ Eaden (* 30. August 1990 in Christchurch) ist ein neuseeländischer Eishockeyspieler, der seit 2007 für die Canterbury Red Devils in der New Zealand Ice Hockey League spielt. In der Saison 2010/11 spielte er auch für die Bradford Rattlers und Elliot Lake Bobcats in der Greater Metro Junior A Hockey League. 

## Karriere

### National
Chris Eaden begann als Achtjähriger mit dem Eishockey. Nach der Gründung der Canterbury Red Devils in seiner Heimatstadt Christchurch im Jahr 2005 war er zunächst für die Nachwuchsteam der Red Devils aktiv. Für die erste Mannschaft spielte Eaden erstmals in der Saison 2007 in der New Zealand Ice Hockey League. Er bestritt alle Spiele seiner Mannschaft und scheiterte erst im Finale, als man mit 0:7 den Botany Swarm unterlag. Beim Meisterschaftsturnier der U19-Junioren im August 2007 holte er mit den Red Devils den Titel und wurde zum besten Stürmer gewählt. Im nächsten Jahr wurde er drittbester Scorer der Liga und unterlag mit den Red Devils erneut den Botany Swarn, diesmal mit 2:3 nach Verlängerung. In der Saison 2009 dominierte sowohl Eaden als auch seine Mannschaft die Liga. Er erzielte die meisten Tore, Assists und Punkte und seine Mannschaft lag nach der regulären Saison auf dem ersten Platz. Im Finale spielte man gegen die Southern Stampede und konnte diese mit 5:4 besiegen, sodass Eaden mit den Red Devils seine erste Meisterschaft gewann. Anschließend wechselte der Neuseeländer zu den Bradford Rattlers in die kanadische Juniorenliga Greater Metro Junior A Hockey League. Dort erreichte er mit seinem Team das Halbfinale der Play-offs, schied dann aber in einer Best-of-Seven-Serie mit 1:4 aus. Zur Saison 2010 der NZIHL stand Eaden wieder im Kader der Canterbury Red Devils und wurde mit 47 Punkten erneut Topscorer der Liga. Die Saison 2010/11 verbrachte er erneut in der kanadischen Juniorenliga GMHL bei seinem Ex-Team Bradford Rattlers sowie den Elliot Lake Bobcats. In der Saison 2011 wurde Eaden erneut Topscorer der NZIHL, deren bester Torschütze er zudem war. 2012, 2013 und 2014 gewann er mit den Red Devils seine Meistertitel zwei, drei und vier, wobei er in der Spielzeit 2012 als Topscorer, Torschützenkönig und bester Vorbereiter auch zum wertvollsten Spieler der Liga gewählt wurde.

### International
Für Neuseeland nahm Eaden im Juniorenbereich an den U18-Junioren-Weltmeisterschaften der Division III 2007 und 2008, als er bester Stürmer und Topscorer des Turniers war, sowie der U20-Junioren-Weltmeisterschaft der Division III 2008 teil. Besonders bei der U20-WM der Division III konnte er 2008 als Topscorer, bester Torschütze und Vorlagengeber sowie bester Angreifer und bester Spieler seiner Mannschaft überzeugen.  
Sein Debüt in der Senioren-Nationalmannschaft gab Eaden bei der Divisions III-Weltmeisterschaft 2009, die in Neuseeland stattfand. Als zweitjüngster Spieler im Kader wurde er drittbester Scorer und  trug so zum Aufstieg bei. Bei der Weltmeisterschaft der Division II 2010 in Estland wurde Eaden zwar bester Scorer seines Teams, allerdings erreichte Neuseeland nur den vierten Platz bei sechs teilnehmenden Mannschaften. Bei der Weltmeisterschaft der Division II 2011 belegte er mit seiner Mannschaft den zweiten Platz und wurde hinter dem Australier Joey Hughes zweitbester Torschütze des Turniers. Anschließend dauerte es sechs Jahre, bis er wieder in der Nationalmannschaft Berücksichtigung fand und bei der Weltmeisterschaft 2017 erneut in der Division II spielte, in der er auch 2019 auf dem Eis stand.

## Erfolge und Auszeichnungen

### National
| - 2007 Neuseeländischer Junioren-Meister mit den Canterbury Red Devils - 2009 Neuseeländischer Meister mit den Canterbury Red Devils - 2009 MVP der NZIHL - 2009 Topscorer der NZIHL - 2009 Bester Torschütze der NZIHL - 2009 Bester Vorlagengeber der NZIHL - 2010 Topscorer der NZIHL - 2010 Bester Torschütze der NZIHL - 2010 Bester Vorlagengeber der NZIHL | - 2011 Topscorer der NZIHL - 2011 Bester Torschütze der NZIHL - 2012 Neuseeländischer Meister mit den Canterbury Red Devils - 2012 Wertvollster Spieler der NZIHL - 2012 Topscorer der NZIHL - 2012 Bester Torschütze der NZIHL - 2012 Bester Vorlagengeber der NZIHL - 2013 Neuseeländischer Meister mit den Canterbury Red Devils - 2014 Neuseeländischer Meister mit den Canterbury Red Devils |

### International
| - 2008 Topscorer und bester Stürmer der U20-Junioren-Weltmeisterschaft der Division III, Gruppe A - 2008 Bester Torschütze der U20-Junioren-Weltmeisterschaft der Division III - 2008 Bester Vorlagengeber der U20-Junioren-Weltmeisterschaft der Division III | - 2008 Bester Stürmer der U20-Junioren-Weltmeisterschaft der Division III - 2008 Bester Spieler Neuseelands bei der U20-Junioren-Weltmeisterschaft der Division III - 2009 Aufstieg in die Division II bei der Weltmeisterschaft der Division III |

## Karrierestatistik
Stand: Ende der Saison 2017

### International
Vertrat Neuseeland bei:
- Weltmeisterschaft der Division III 2009
- Weltmeisterschaft der Division II 2010
- Weltmeisterschaft der Division II 2011
- Weltmeisterschaft der Division II 2017
- Weltmeisterschaft der Division II 2019

(Legende zur Spielerstatistik: Sp oder GP = absolvierte Spiele; T oder G = erzielte Tore; V oder A = erzielte Assists; Pkt oder Pts = erzielte Scorerpunkte; SM oder PIM = erhaltene Strafminuten; +/− = Plus/Minus-Bilanz; PP = erzielte Überzahltore; SH = erzielte Unterzahltore; GW = erzielte Siegtore; 1 Play-downs/Relegation; Kursiv: Statistik nicht vollständig)